# Пайсанду (департамент)
Пайсанду̀ (на испански: Paysandú) е един от 19-те департамента на южноамериканската държава Уругвай. Намира се в западната част на страната. Общата му площ е 13 922 км², а населението е 113 244 жители (2004 г.) Столицата му е едноименният град Пайсанду.